# Brachionus forficula
Brachionus forficula is een raderdiertjessoort uit de familie Brachionidae. De wetenschappelijke naam van deze soort is voor het eerst geldig gepubliceerd in 1891 door Wierzejski.